# Cysoida
Cysoida – typ krzywej płaskiej.

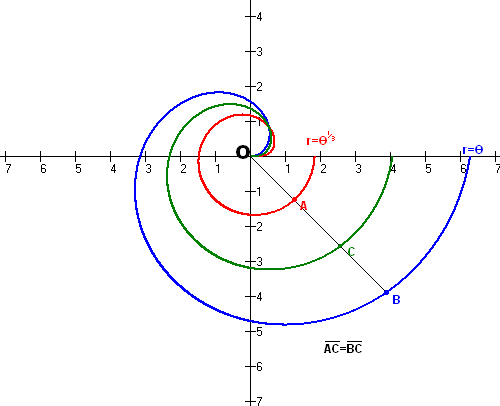
Cysoida (zielona) utworzona przez krzywe r=θ i r=θ^{1/3}

Tworzona jest na podstawie dwóch innych krzywych. Jeśli mają one w układzie współrzędnych biegunowych równania
{\displaystyle r=f_{1}(\theta )}
{\displaystyle r=f_{2}(\theta )}
to równanie ich cysoidy ma postać:
{\displaystyle r=f_{1}(\theta )-f_{2}(\theta )}
Najbardziej znaną krzywą tego typu jest cysoida Dioklesa, będąca cysoidą okręgu i prostej.